# 李俊才
李俊才（1937年8月—2022年12月22日），江苏常熟人，中国人民解放军正军职退休干部、原海军东海舰队副司令员。

## 生平
1937年8月，李俊才生于杨舍镇（现属张家港市）。1957年1月入伍，1960年12月加入中国共产党，参加过炮击金门、崇武海战等战役。历任战士、艇长、副处长、科长、福州军区作战部副部长、厦门水警区司令员、海军司令部作战部部长、东海舰队副参谋长、舰艇学院副院长、海军东海舰队参谋长等职。1988年被授予海军少将军衔。
2022年12月22日，李俊才因病于上海逝世，享年85岁。讣告刊登在2023年1月31日的《解放军报》。